# 沃洛德米里夫卡 (尼古拉耶夫區)
46°50′27″N 31°45′40″E / 46.84083°N 31.76111°E
沃洛德米里夫卡（烏克蘭語：Володимирівка），是烏克蘭南部尼古拉耶夫州尼古拉耶夫區喬爾諾莫爾卡市鎮的村落。面積0.77平方公里，海拔高度47米，2001年人口181，人口密度每平方公里235.1人。